# Wojciech Kwiatkowski (nauczyciel)
Wojciech Kwiatkowski (ur. 18 marca 1891 w Busku-Zdroju, zm. 21 października 1962 w Braniewie) – polski nauczyciel, organizator i pierwszy kierownik szkoły podstawowej w powojennym Braniewie.

## Życiorys

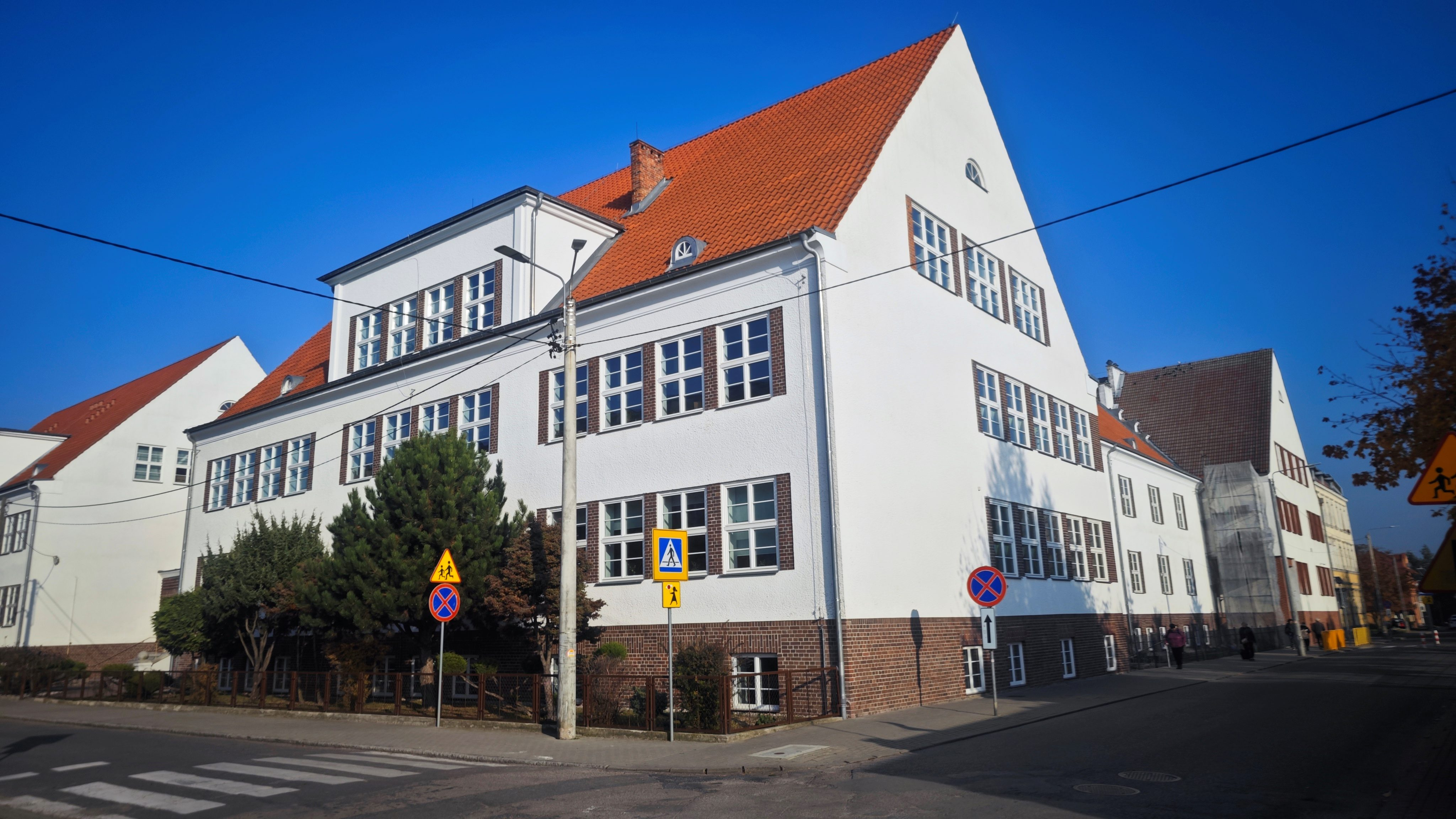
W latach 1966–1997 patron SP nr 1 w Braniewie

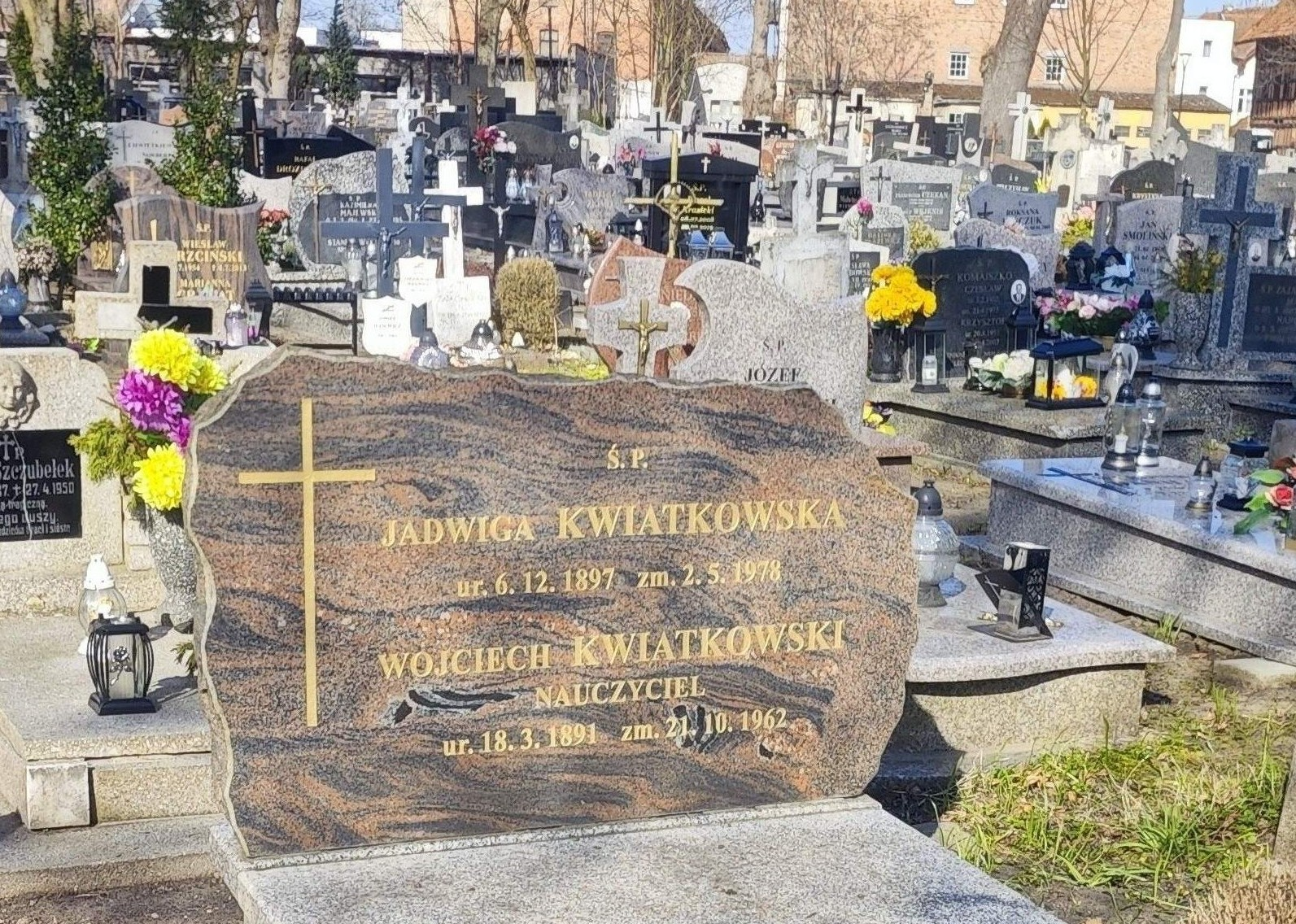
Grób na cmentarzu przy ul. Olsztyńskiej

Urodził się w Busku-Zdroju na Kielecczyźnie w rodzinie Antoniego i Józefy z domu Atachim. Uzyskał wykształcenie średnie – w 1912 ukończył Seminarium Nauczycielskie w Jędrzejowie. Rozpoczął pracę jako nauczyciel i tym zawodzie pracował bez przerwy przez dokładnie 50 lat. W 1912 został kierownikiem szkoły podstawowej w Grabkach. Od 1921 był kierownikiem szkoły w Broninie. Od 1925 był członkiem Polskiej Partii Socjalistycznej. Już w okresie przedwojennym pozostawał czynnym działaczem społecznym.
Po II wojnie światowej przyjechał na tzw. Ziemie Odzyskane, w lipcu 1945 został zameldowany jako 42 polski mieszkaniec Braniewa.
1 września 1945 Wojciech Kwiatkowski otworzył w Braniewie pierwszą po zakończeniu II wojny światowej szkołę podstawową, w pierwszym okresie o nazwie Publiczna Szkoła Podstawowa. Była to pierwsza szkoła uruchomiona po zakończeniu wojny w tym mieście i równocześnie pierwsza polska szkoła w wielusetletniej historii miasta. W dniu 1 września rozpoczęło w niej naukę zaledwie 7 uczniów, w grudniu tego roku uczniów w szkole było już 47, w tym w klasie pierwszej – 13, drugiej – 8, trzeciej – 9, czwartej – 9, piątej – 5, szóstej – 2, siódmej klasy nie było. W szkole brakowało wszystkiego – nie było książek, zeszytów, programów nauczaniu, o innych pomocach szkolnych nie mówiąc. Niemniej jednak utworzenie w kompletnie zrujnowanym wojną Braniewie szkoły podstawowej i w 1947 liceum zatrzymało w miejscowości na stałe polskich osadników i „awansowało Braniewo na miasto”. Na stanowisku kierownika szkoły pozostawał do roku 1949, jako nauczyciel pozostawał aktywny do swojej śmierci.
W latach 1957–1958 był także przewodniczącym Miejskiej Rady Narodowej w Braniewie.
Zmarł 21 października 1962. Pochowany został na cmentarzu przy ul. Olsztyńskiej w Braniewie.
W latach 1966–1997 Szkoła Podstawowa nr 1 w Braniewie nosiła jego imię. Święto szkoły obchodzone było 21 listopada, w dniu nadania szkole patronatu.

## Odznaczenia[1]
- Krzyż Kawalerski Orderu Odrodzenia Polski
- Złota Odznaka Związku Nauczycielstwa Polskiego
- Odznaka honorowa „Zasłużony dla Warmii i Mazur” (1960)[9]